# Summaformel
Summaformel är en kemisk formel som anger antalet atomer av olika atomslag i en molekyl genom en beskrivning med de kemiska tecken tätt inpå varandra, till skillnad från en strukturformel som också grafiskt redogör för deras position i förhållande till varandra.
Exempel är HCl, C2H4O2, (NH4)2SO4, Cr2O72-.
Flera olika molekyler kan ha samma summaformel, fast de har olika molekylstruktur och olika egenskaper. C3H6 står exempelvis för en molekyl med tre kolatomer och sex väteatomer. Detta är summaformeln för både propen (där summaformeln också kan skrivas CH3CHCH2) och cyklopropan (cyklo-C3H6).
Även följande representationer av komplex behandlas typografiskt som summaformler:
{\displaystyle {\begin{bmatrix}{\rm {NH}}_{3}&&{\rm {NH}}_{3}\\&{\rm {Cu}}&\\{\rm {NH}}_{3}&&{\rm {NH}}_{3}\end{bmatrix}}^{2+}} och {\displaystyle \ {\begin{bmatrix}&{\rm {Cl}}&\\{\rm {Cl}}&{\rm {Au}}&{\rm {Cl}}\\&{\rm {Cl}}&\end{bmatrix}}^{-}}.
|                               | Strukturformler | Strukturformler | Strukturformler | Strukturformler     | Andra framställningar | Andra framställningar | Andra framställningar |
| Elektronformel                | Valensformel    | Nattaprojektion | Skelettformel   | Konstitutionsformel | Summaformel           | Empirisk formel       |                       |
| ----------------------------- | --------------- | --------------- | --------------- | ------------------- | --------------------- | --------------------- | --------------------- |
| Metan                         |                 |                 |                 | existerar inte      | CH4                   | CH4                   | CH4                   |
| Propan                        |                 |                 |                 |                     | CH3–CH2–CH3           | C3H8                  | C3H8                  |
| Ättiksyra                     |                 |                 |                 |                     | CH3–COOH              | C2H4O2                | CH2O                  |
| Vatten                        |                 |                 |                 | existerar inte      | existerar inte        | H2O                   | H2O                   |
| Denna tabell: visa • redigera |                 |                 |                 |                     |                       |                       |                       |